# Зруб (архітектура)
Зруб — це один із двох типів (зруб або каркас) конструктивного вирішення при зведенні дерев'яних будівель; горизонтальне укладання колод в стінах споруди, також, техніка спорудження. Це спосіб зведення стін будинків або споруд з колод чи брусів, покладених горизонтальними рядами, і з'єднаних врубками в кутах і місцях перетинання. Це може позначати дерев'яну будівлю без підлоги, перекриттів, сходів, дверей, яка виконана з колод або брусів, покладених у кілька горизонтальних рядів, які при перетині з'єднані врубками, тобто зруби споруджується цілком з вінців. Висота будівлі може бути довільною. Протягом багатьох століть в Україні, московії та багатьох інших країнах техніка зрубу стосувалася всього, що зводилося з деревини — житлових, господарських, оборонних і культових споруд — повністю цілих городищ і ін. Найпростіша зрубна конструкція у давньоруському будівництві відома як «кліть». На відміну від дерев'яної архітектури в інших європейських країнах, більшість дерев'яних споруд в Україні будуввли в  техніці зрубу, коли всі частини будівлі складалися із покладених горизонтально круглих колод або прямокутних брусів, добре припасованих один до одного. Один ряд таких колод чи брусів називали "вінцем". Хоча, як і в Західній Європі, в Україні знали й використовували також "фахверк".

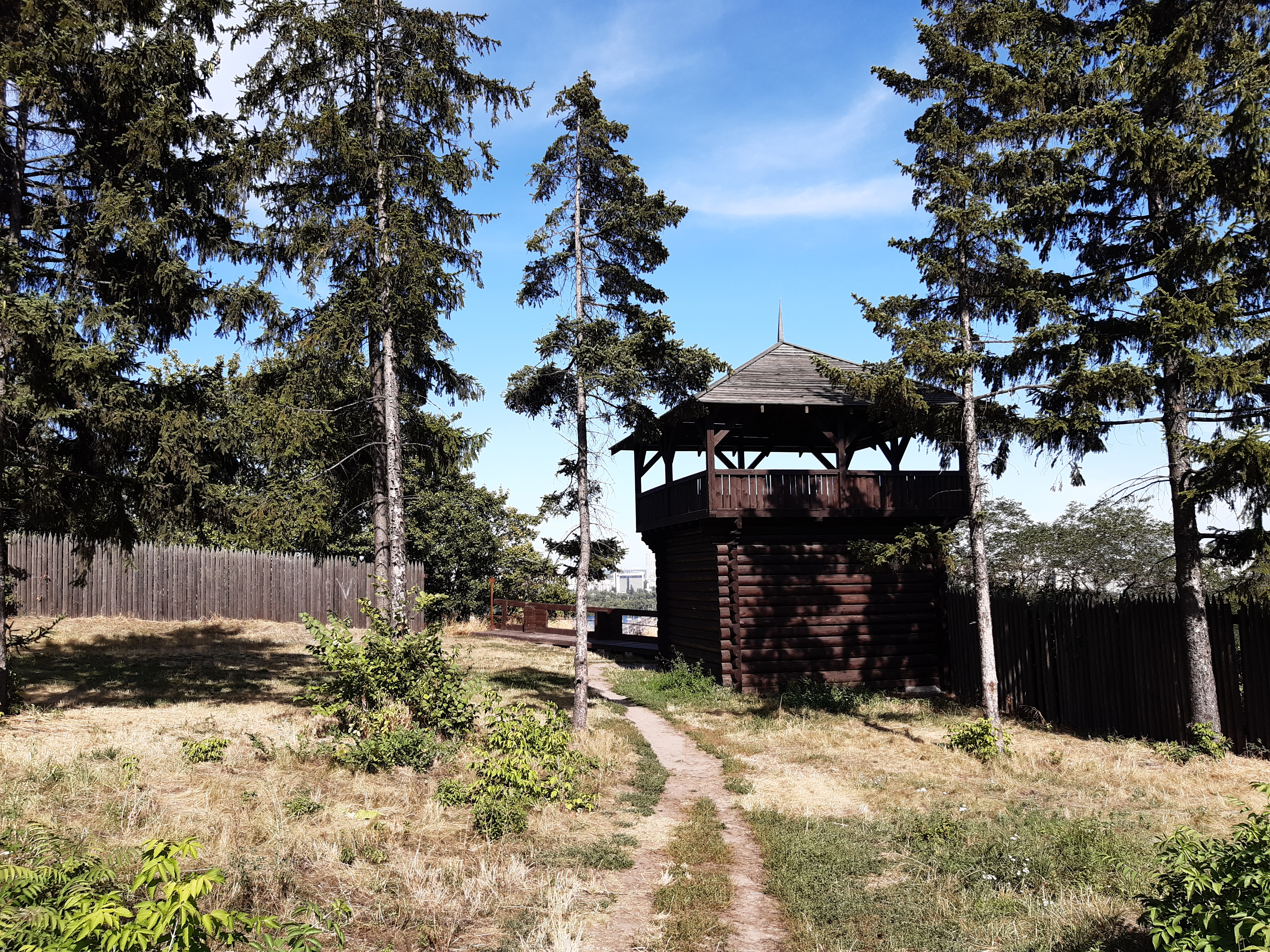
«Красний двір» (Київ) — заміська резиденція Всеволода Ярославича та інших київських князів на мисі Чайка, що на Звіринці.

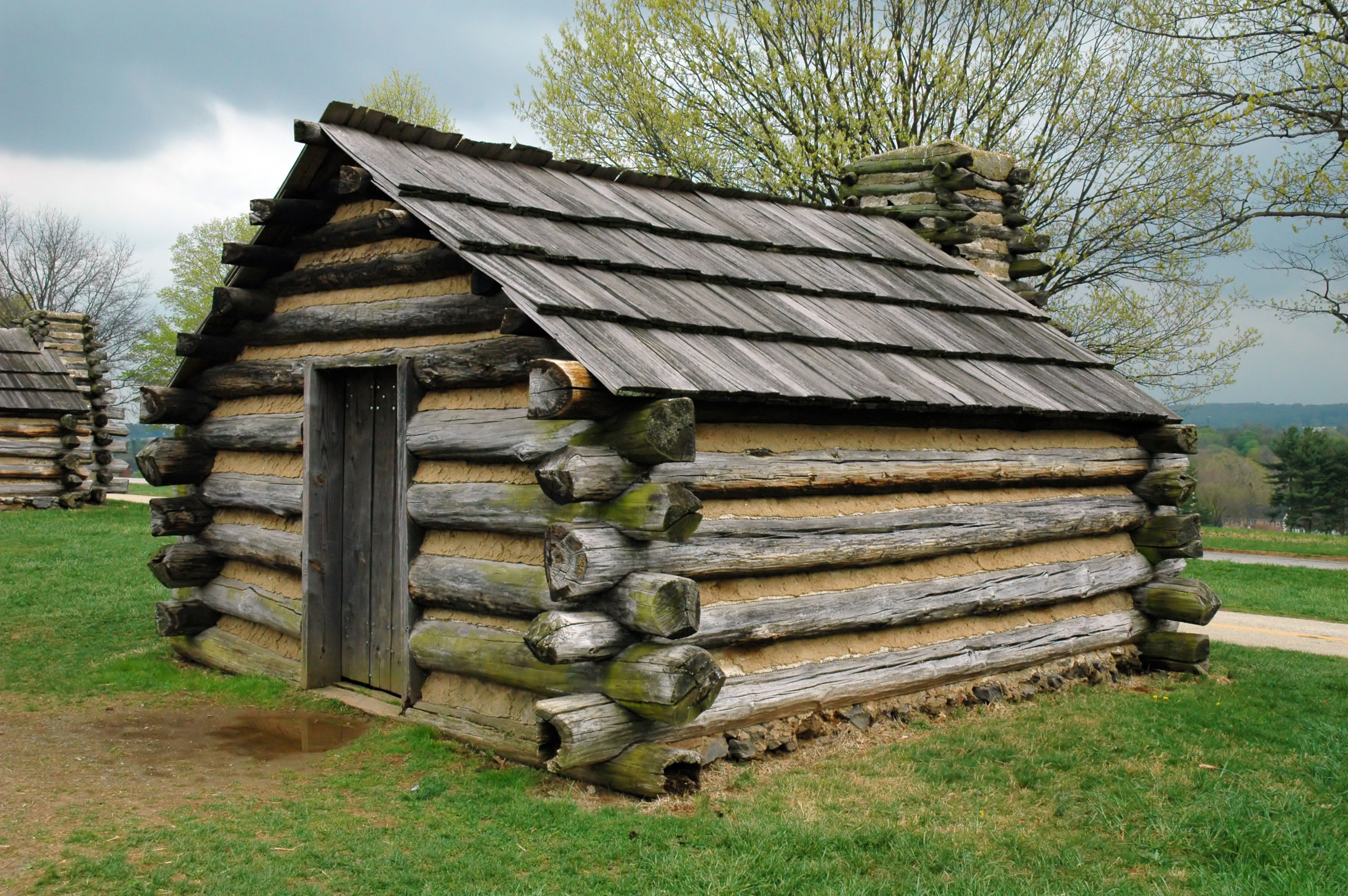
Зруб у США

## Застосування
Житлові будинки
Основна сфера застосування зрубних конструкцій — житлове будівництво. Рублені будинки були звичайними у багатій лісом місцевості. У деяких мовах такий тип житла має окремі назви: рос. изба, фр. fuste (у цьому значенні відоме з 1995 р.).

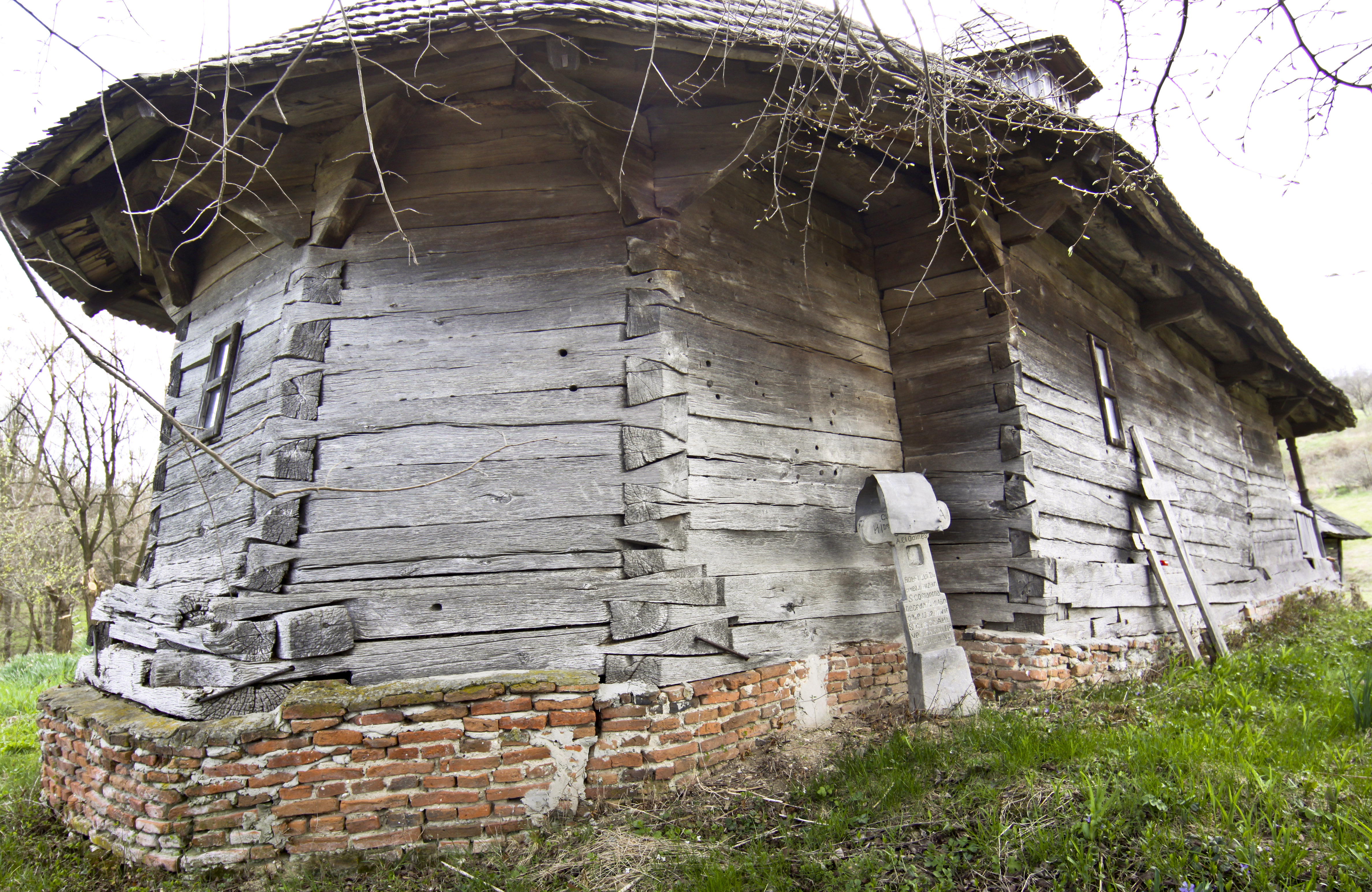
Зруб з п'яти колод у вінці. На фото дерев'яна церква (Арджеш, Румунія)

З кількох з'єднаних критими переходами зрубів складалися князівські і боярські хороми.
Лазні
Хоча примітивною лазнею може бути землянка з пічкою-кам'янкою, традиційна лазня являє собою зруб із сінями-передбанником.
Криниці
Для зрубів криниць бруси називають циглі, або цямрини (від пол. cembrzyna < сер.-в.-нім. zimber — «будівельний ліс»), останнє слово вживається і щодо самих зрубів чи тільки їхніх наземних частин.
Укріплення
Зрубна технологія використовувалася для будівництва веж, у ній виконували забудову городищ, споруди дитинця, і замкових укріплень — стіни складалися із порожнистих та засипаних землею городен. Зруби-ізбиці встановлювалися на муровані вежі, де грали роль машикулів і основ шатер.
Інші будови
У техніці зрубу виконували й виконують різноманітні будови: вітряки, водяні млини, водонапірні вежі, церкви, дзвіниці.

## Технологія
Один ряд зрубу називається вінець або вінце. Як правило, вінець складається з чотирьох колод, з'єднаних на кінцях різними способами. Рідше трапляються вінці з трьох, п'яти і більше колод. Окрім того, при рубленні хат з колодяними перегородками («п'ятистінних», «шестистінних») в основні колоди вінця врубаються бокові.
У традиційній російській дерев'яній архітектурі вінці могли робити дедалі ширшими догори, утворюючи так званий повал.

### Зруб з оциліндрованого брусу

#### Рублення з лишком

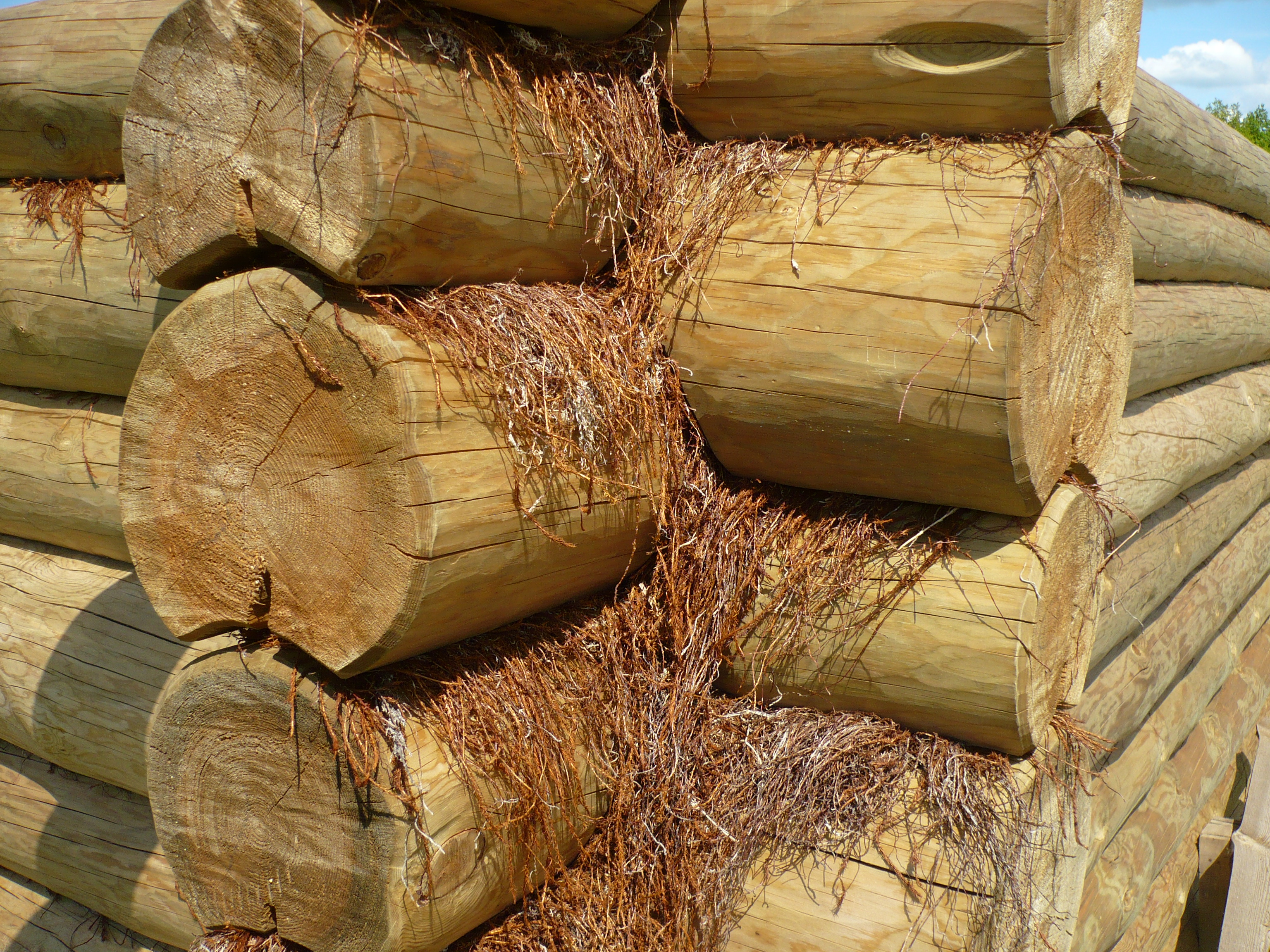
З'єднання «у чашку»

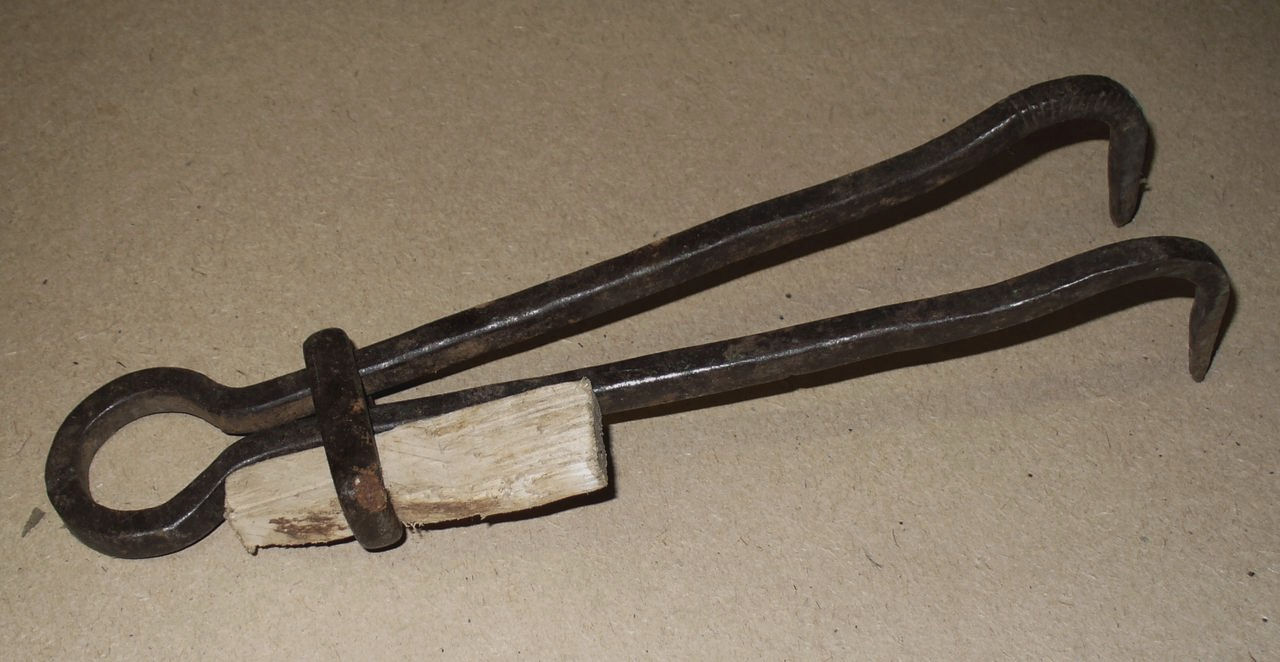
Рейсмус для розмітки пазів

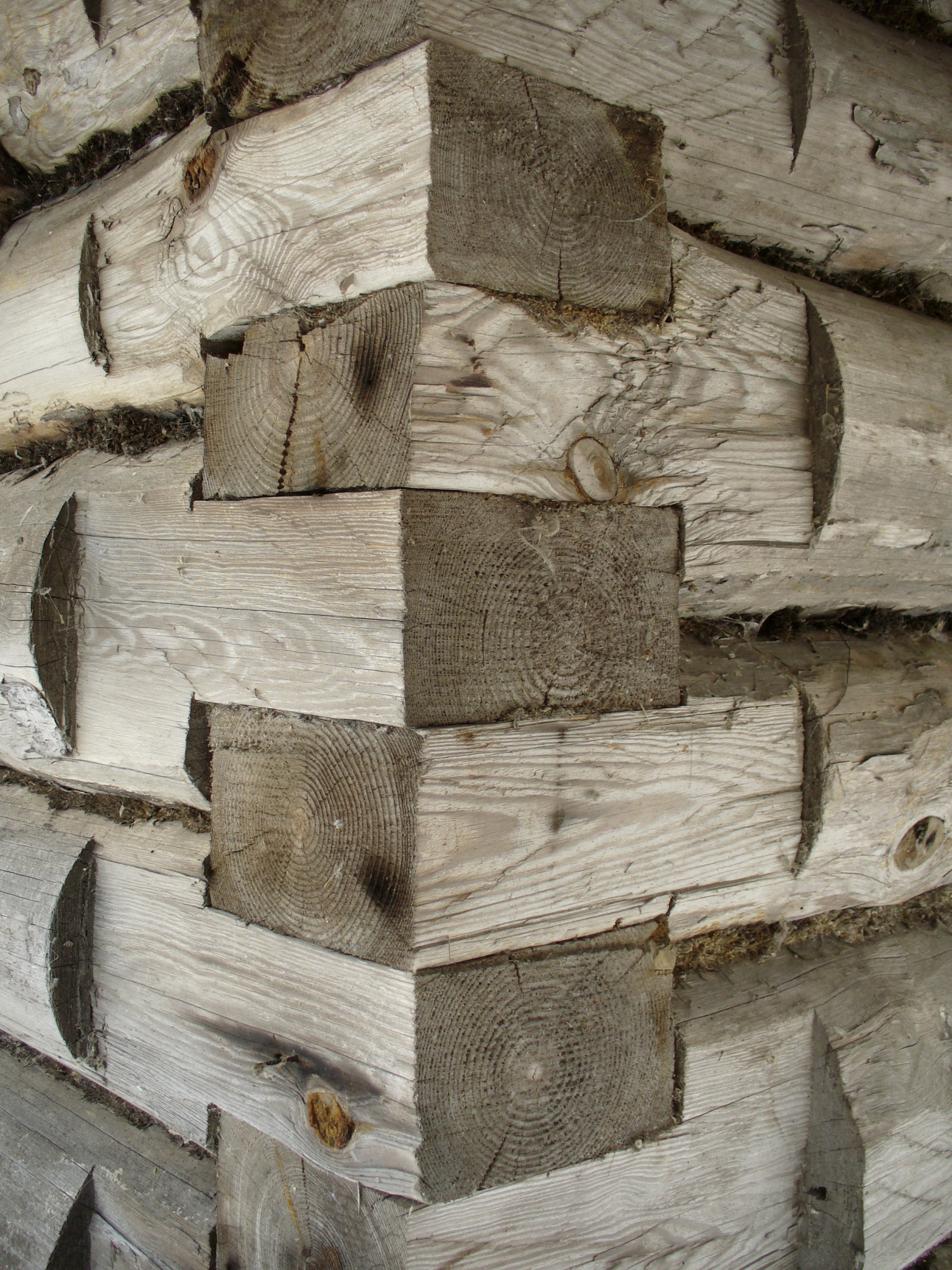
З'єднання «у лапу»

При рубленні «з лишком»[джерело?] («із залишком») кінці колод виступають по кутах зрубу. Цей спосіб є оптимальним з точки зору герметичності і має найкращі теплоізолювальні властивості. Розмітка пазів є відповідальною операцією, від її ретельності залежить щільність прилягання елементів. Для полегшення цієї задачі теслярі використовують спеціальний рейсмус-рисувалку (драчка, рос. черта). Щоб розмітити паз на нижній колоді, кінці рейсмуса розсувають на відстань, що відповідає радіусу верхньої. Дотикаючись одним кінцем верхньої колоди, другим прокреслюють риску на нижній колоді: спочатку з одного боку, потім — з другого.
Рублення «у чашку»
З'єднання колод «у чашку»[джерело?] («в угли», «на угла», «на вугла», «в обхват», «на замок») є найпростішим і найпоширенішим. При ньому на кінцях колод вирізають півкруглі пази («чашки»). У верхній або нижній частині колод роблять поздовжній жолоб для кращого прилягання до сусіднього вінця. Для щільнішого з'єднання проміжок між вінцями проконопачують клоччям, джутом. Існують кілька видів цього з'єднання, у всіх з них півкруглі пази можуть розташовуватися як зверху, так і знизу (останнє з'єднання відоме як «сибірська чашка»).
- «Чашка в півдерева»[джерело?] — найпростіший вид з'єднання «у чашку». Півкруглі пази вибирають сокирою до середини колоди, таким чином, їхня ширина дорівнює діаметру, а глибина — радіусу колод.
- «Заовалений гребінь»[джерело?] — спосіб з'єднання з додатковим шипом у чашці. Пази при ньому роблять не півкруглими, а фігурними — з виступом усередині. Поздовжній жолоб вибирають не у верхній, а в нижній частині колоди: з розрахунком, щоб він збігся з виступом у чашці.
- «З'єднання у курдюк»[джерело?] — найскладніший спосіб з'єднання «у чашку». Виступ у чашці роблять хрестоподібним, у нижній частині колоди, окрім поздовжнього жолобу, роблять два поперечних пази, що входять у хрестоподібні виступи колод вищого вінця.

#### Рублення без лишку

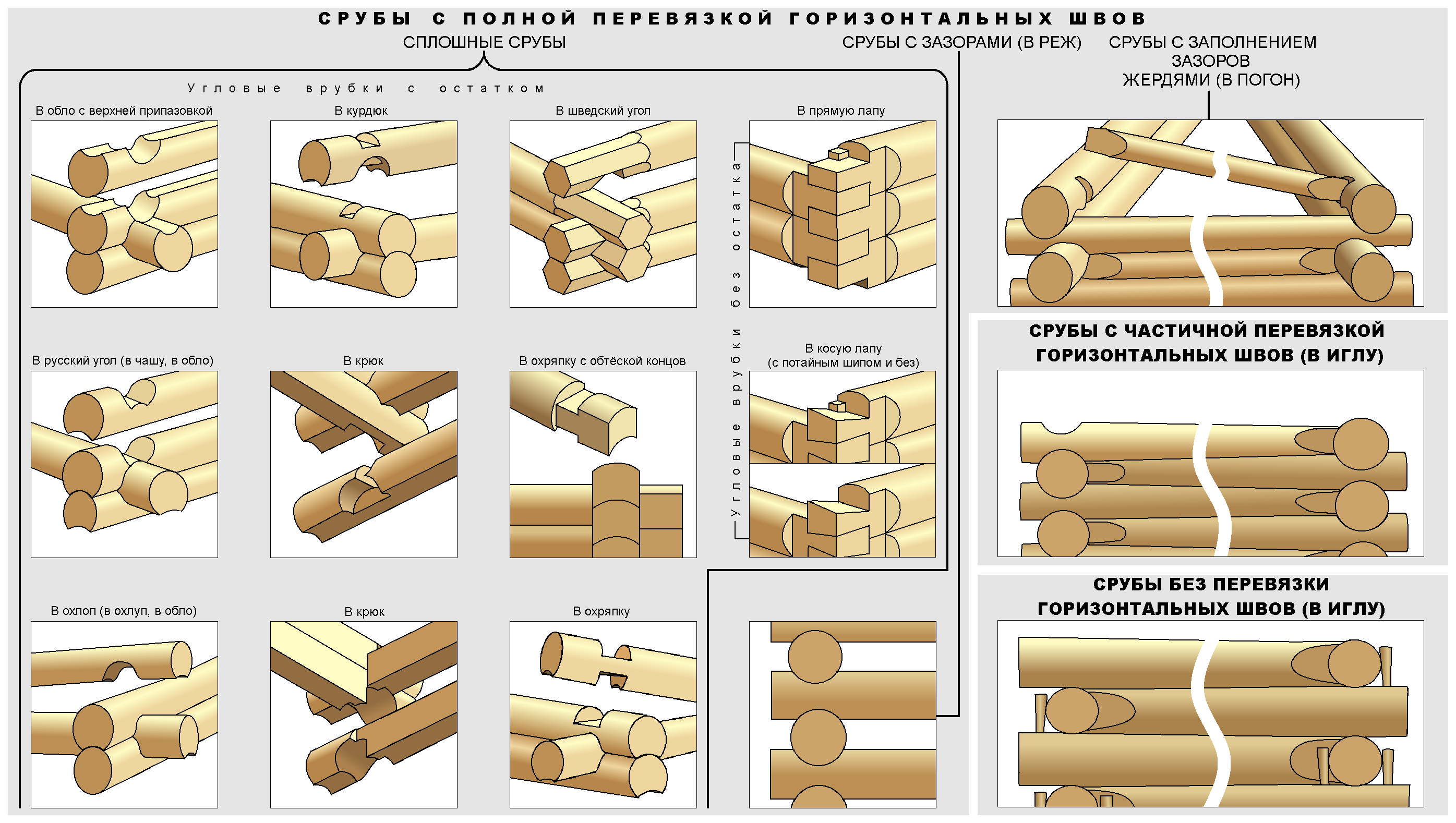
Традиційні російські зруби

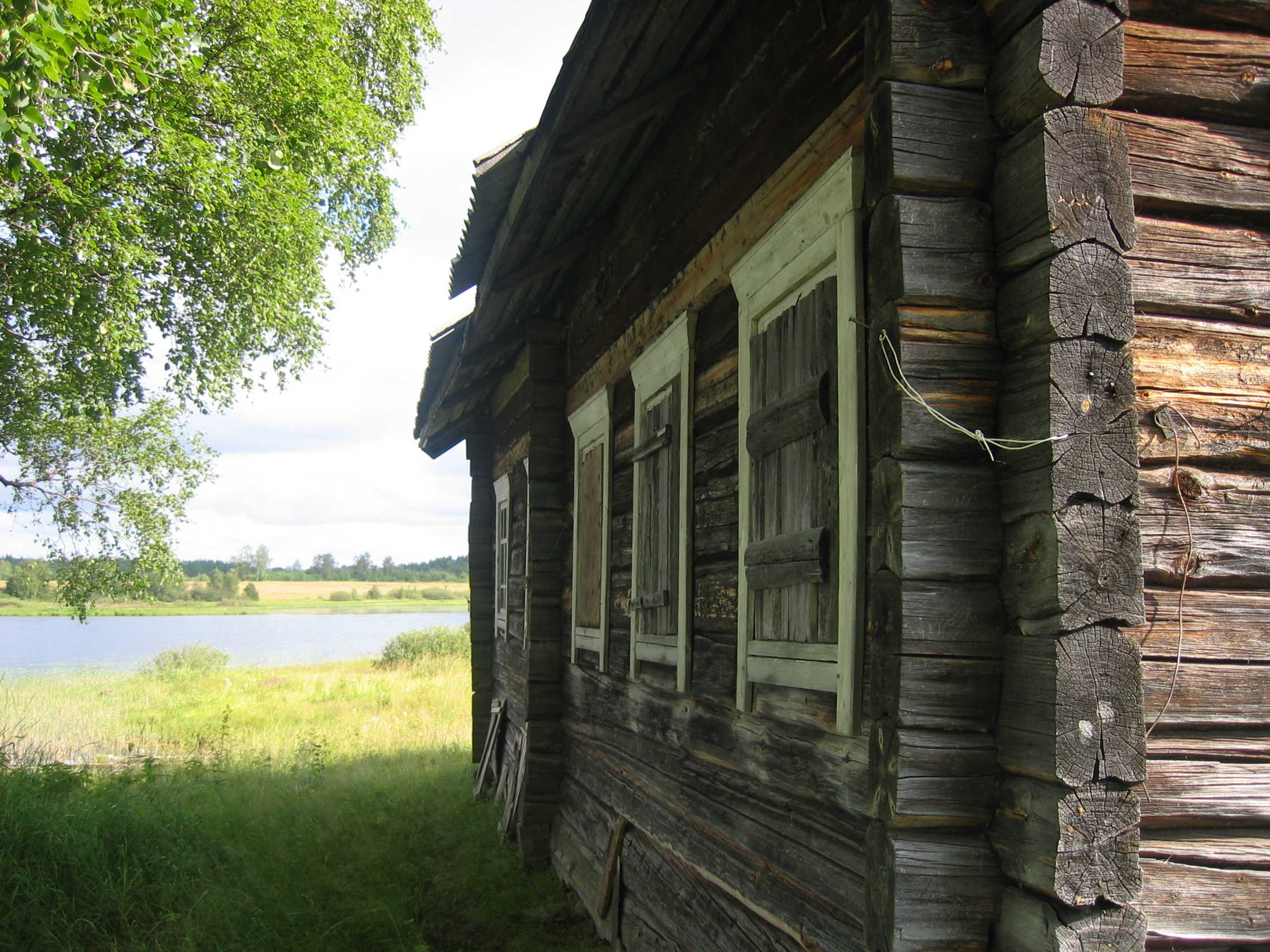
З'єднання «у півдерева»

У разі з'єднання колод «без лишку» («без залишку») кінці колод не виступають на кутах зрубу, таким чином, вся довжина стовбура використовується повністю. З погляду герметичності і теплоізоляції така конструкція поступається з'єднанню «із залишком», але завдяки повному використанню матеріалу, без «мертвих» кінців цей спосіб слід визнати більш економічним.
Рублення у «лапу»[джерело?]

Для рублення «у лапу» («у зуб», «на каню», «на модли») кінці колод оброблюють у вигляді прямокутного шипа, часто з додатковими шипами і пазами. Шипи сусідніх вінців з'єднуються між собою.

Рублення у «ластівчин хвіст»[джерело?]

При цьому способі шип на кінцях колод має форму «ластівчиного хвоста» (оберненої трапеції) (або «риб'ячий хвіст»), що підвищує надійність з'єднання.
Вінці рублених перегородок (наприклад, для розділення передбанника й парильні) можуть з'єднуватися з вінцями основного зрубу за допомогою Т-з'єднання. Колоди перегородки мають на кінцях шипи «ластівчин хвіст», колоди основного зрубу — трапецієподібні пази у верхній і нижній частинах.

### Зруб з квадратного брусу
Як і оциліндрований брус, квадратний може з'єднуватися і «з лишком» і «без лишку».
З'єднання «з лишком»

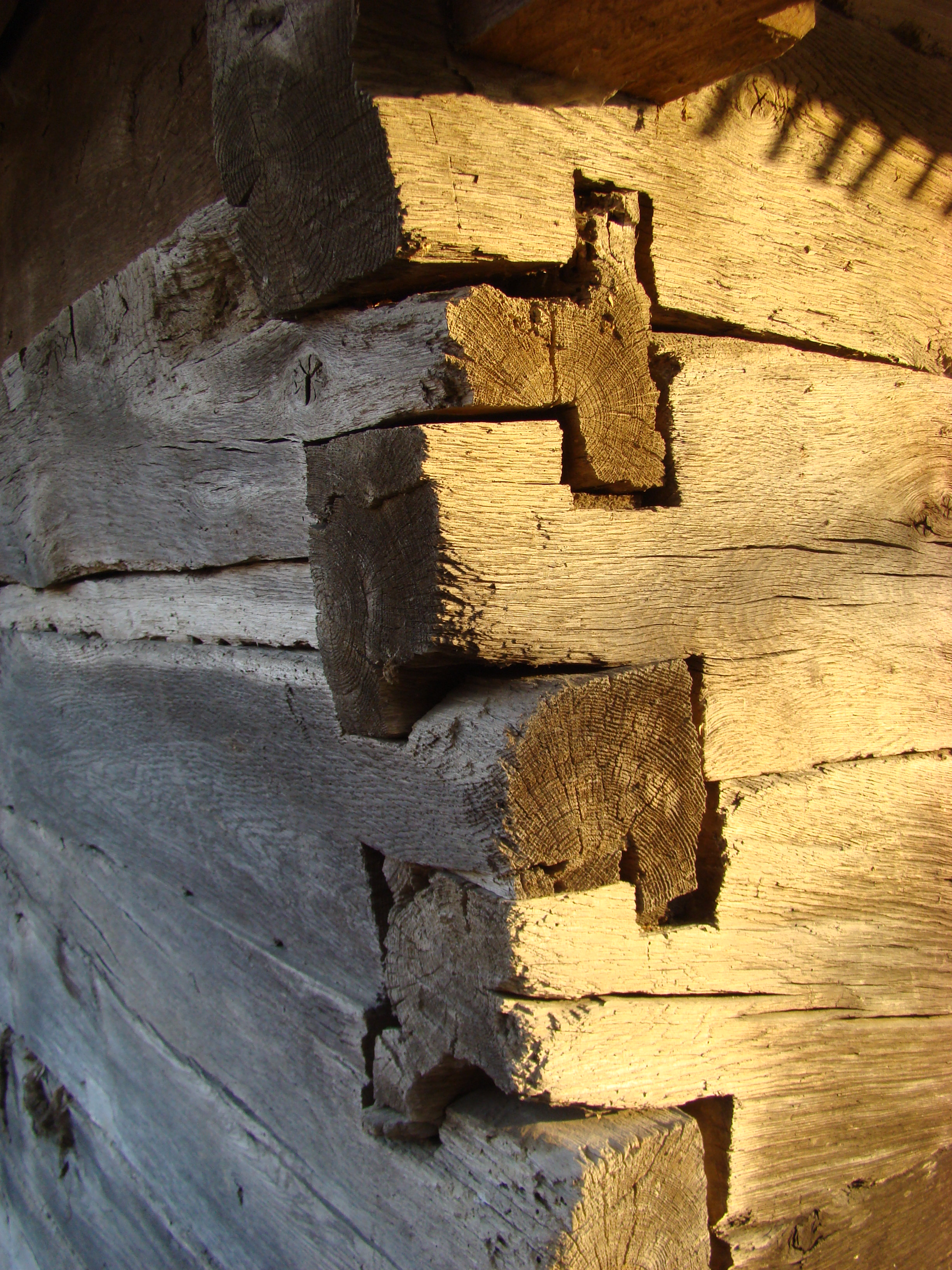
З'єднання на корінних шипах

- «У півдерева» — з'єднання з допомогою прямокутних пазів, аналогічно з'єднанню «у чашку» оциліндрованого брусу.
- «У курдюк» — з'єднання з допомогою прямокутних пазів з поперечним шипом

При з'єднанні «з лишком» можуть застосовуватися однобічне, двобічне і чотирибічне розташовування пазів. У першому способі пази роблять лише з одного боку (верхнього або нижнього), у другому — і зверху, і знизу, у третьому способі дерево вибирають навколо бруса, утвоюючи «шийку».
З'єднання «без лишку»

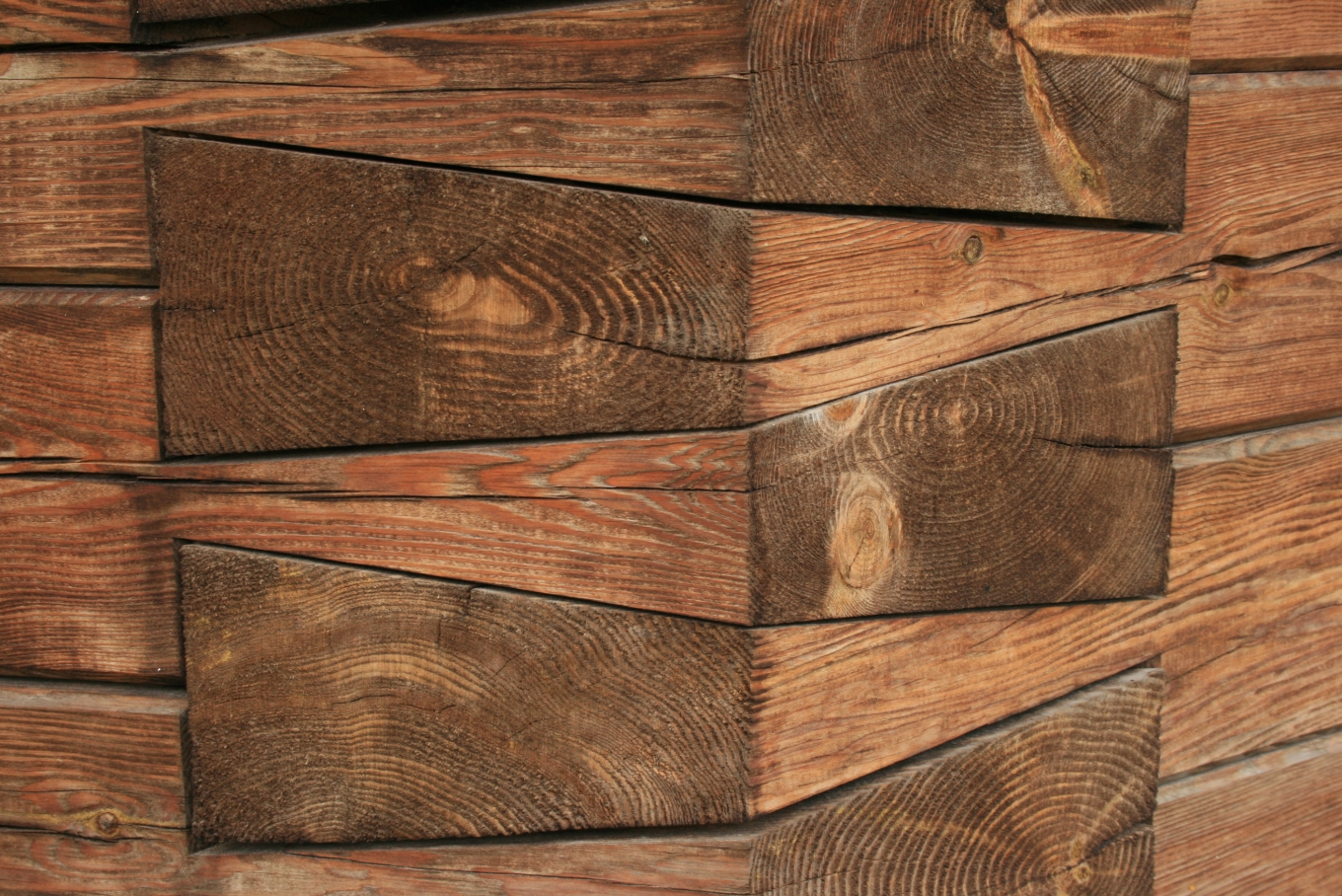
З'єднання «ластівчин хвіст»

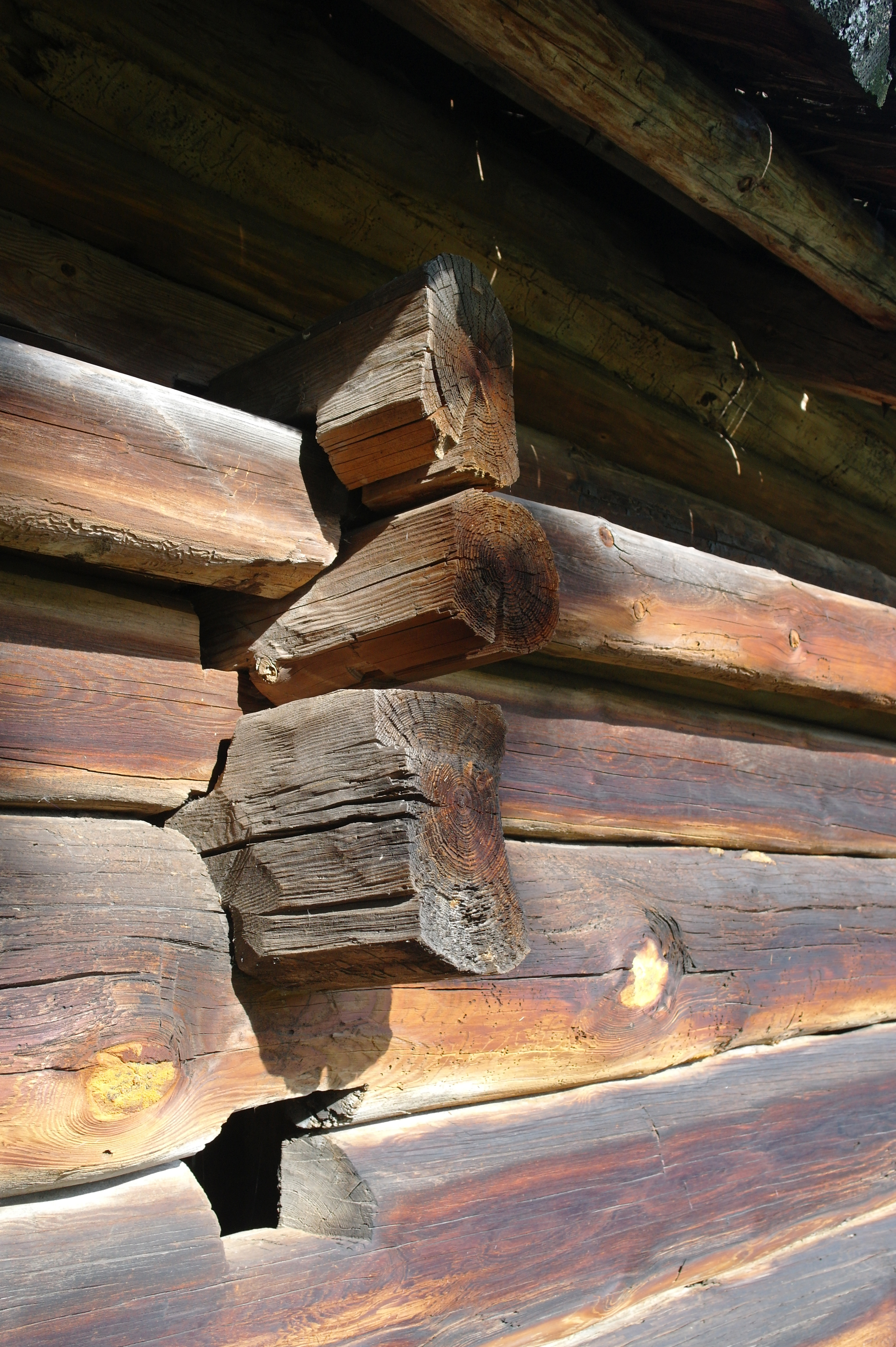
Т-з'єднання. Музей у Пирогові

Існують багато способів з'єднання квадратного брусу «без залишку», але найпоширеніші декілька:
- З'єднання встик — найпростіший спосіб. При ньому бруси просто кладуть торцями один на одного і закріплюють цвяхами або скобами. Цей спосіб прийнятний для будування легких споруд (наприклад, сараїв, госпблоків).
- З'єднання «у лапу» аналогічне однойменному з'єднанню оциліндрованого брусу. На кінцях брусів роблять по два вирізи, утворюючи шип. Такий спосіб з'єднання потребує додаткового скріплення брусів цвяхами або скобами.
- З'єднання на шпонках — спосіб з'єднання з допомогою шпонки. Для цього у кінцях брусів вибирають пази: одні на торцях, другі — на певній відстані від торців. Сумістивши пази, бруси з'єднують вертикальною шпонкою.
- З'єднання на корінних шипах є більш надійним. Для нього в одному брусі вирізають шип, у другому — поперечний паз. Цей спосіб для надійності рекомендують доповнювати нагельним з'єднанням.
- З'єднання «ластівчин хвіст» — найнадійніше. Аналогічно з'єднанню «ластівчин хвіст» для оциліндрованого брусу.

При рубленні стін з квадратного брусу часто постає необхідність зрощення двох брусів. Застосовуються такі способи поздовжнього з'єднання:
- «У півдерева» — у вигляді двох прямих однобічних шипів у половину товщини бруса
- Поздовжній шип на шпонках — на торцях брусів вибирають пази, які з'єднують шпонкою
- Корінний шип — у торці одного з брусів роблять центральний шип, у торці другого — центральний паз
- Косий замок — найскладніше із зрощень. Для нього кінці брусів зрізають навкоси, і споряджують кожен із скосів трикутним пазом.

### Фундамент
При традиційному будівництві нижні вінці вкладали просто на землю, або підкладали під них камені, короткі чурбаки (традиційно хати встановляли на дубові штандари — колоди завдовжки 0,7-1 м, які вкопували в землю по кутах приміщень та дубові «щітки» — дубові поліна більшого розміру, якими вимощували всю площу між штандарами). Зараз зруб частіше зводять на фундаменті.

### Дах
У традиційній архітектурі існувало кілька способів влаштовування дахів. На сході України і півдні Росії звичайною була конструкція з кількох кроков, з'єднаних разом на вершині. В інших місцях шипці дахів були рубленими, з дедалі коротших догори колод (так звані «самцеві»). На колоди щипця вкладали поздовжні лати, до них кріпили покрівлю. Зараз частіше використовують крокви з бантинами, з'єднані латами, а щипці роблять дощатими. Панівним типом перекриття на Поліссі був чоторисхилий дах під соломою (стріха), на кроквах та з усіченими у верхній частині трикутними вертикальними фронтонами — так званий «дах з причолком», «дах з причілком». Вузькі схили даху скорочені на дві третини, від верхнього до нижнього краю скороченої таким чином частини схилу, поставлена вертикальна стіна з вікном. Усю поверхню даху прошивали сніпками (куликами), зв'язаними при корені, колосом вниз, а на найнижчій ряд і роги використовували кулики, в'язані при колоссі, коренем вниз (підстрішельники, стрихачі, китиці, китачі). Інший популярний спосіб покриття — драниця (дрань, дранка) — тонкі колені дощечки, виготовлені вручну, для покриття дахів будівель, або для оббивання стін і стелі під штукатурку.

## Галерея

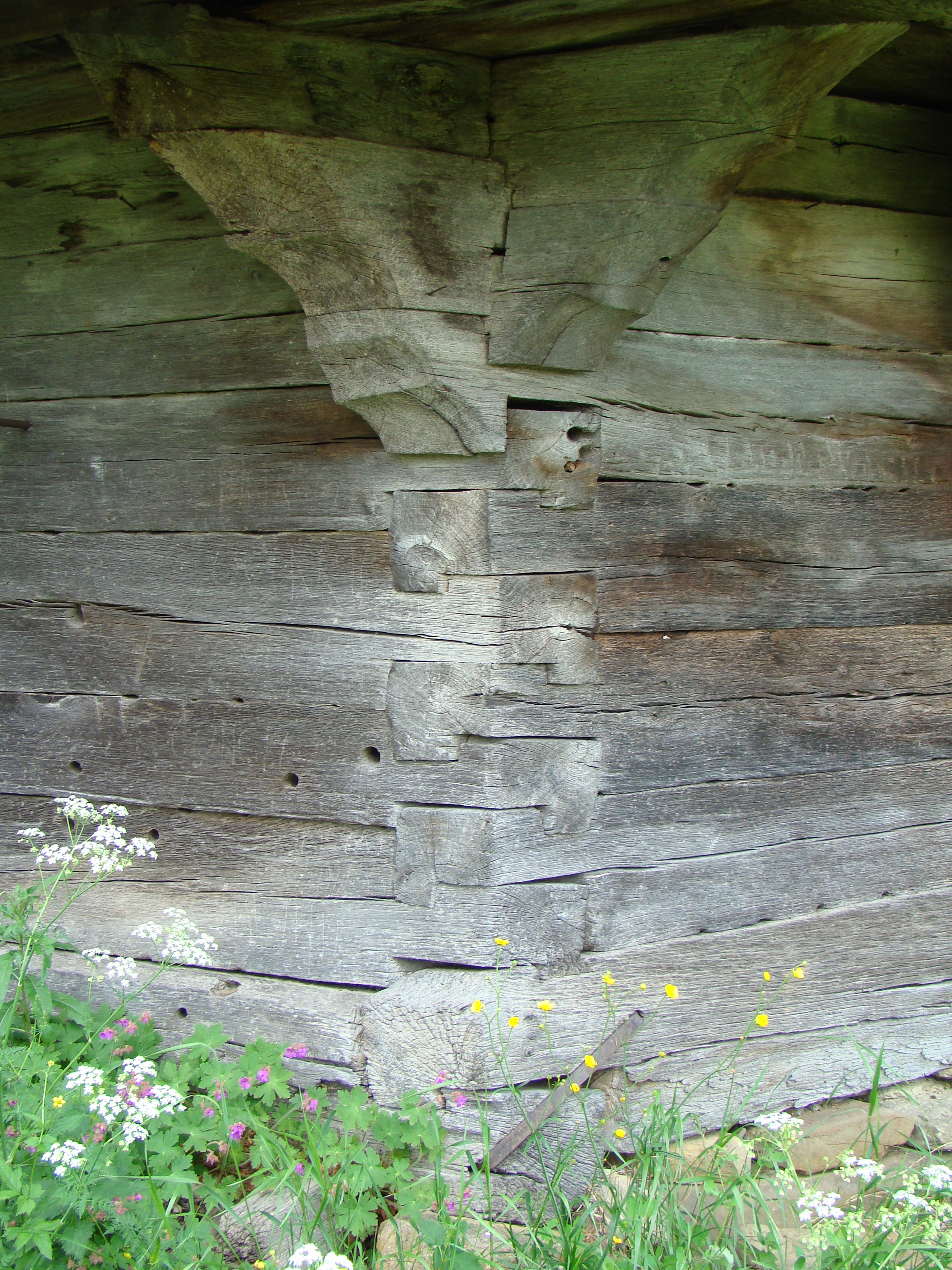
З'єднання на корінних шипах і рублені консолі
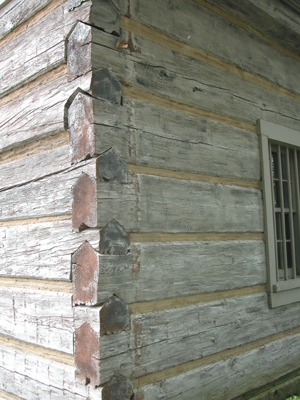
З'єднання квадратних брусів трикутними пазами і шипами
З'єднання «у чашку» з прокладкою між вінцями
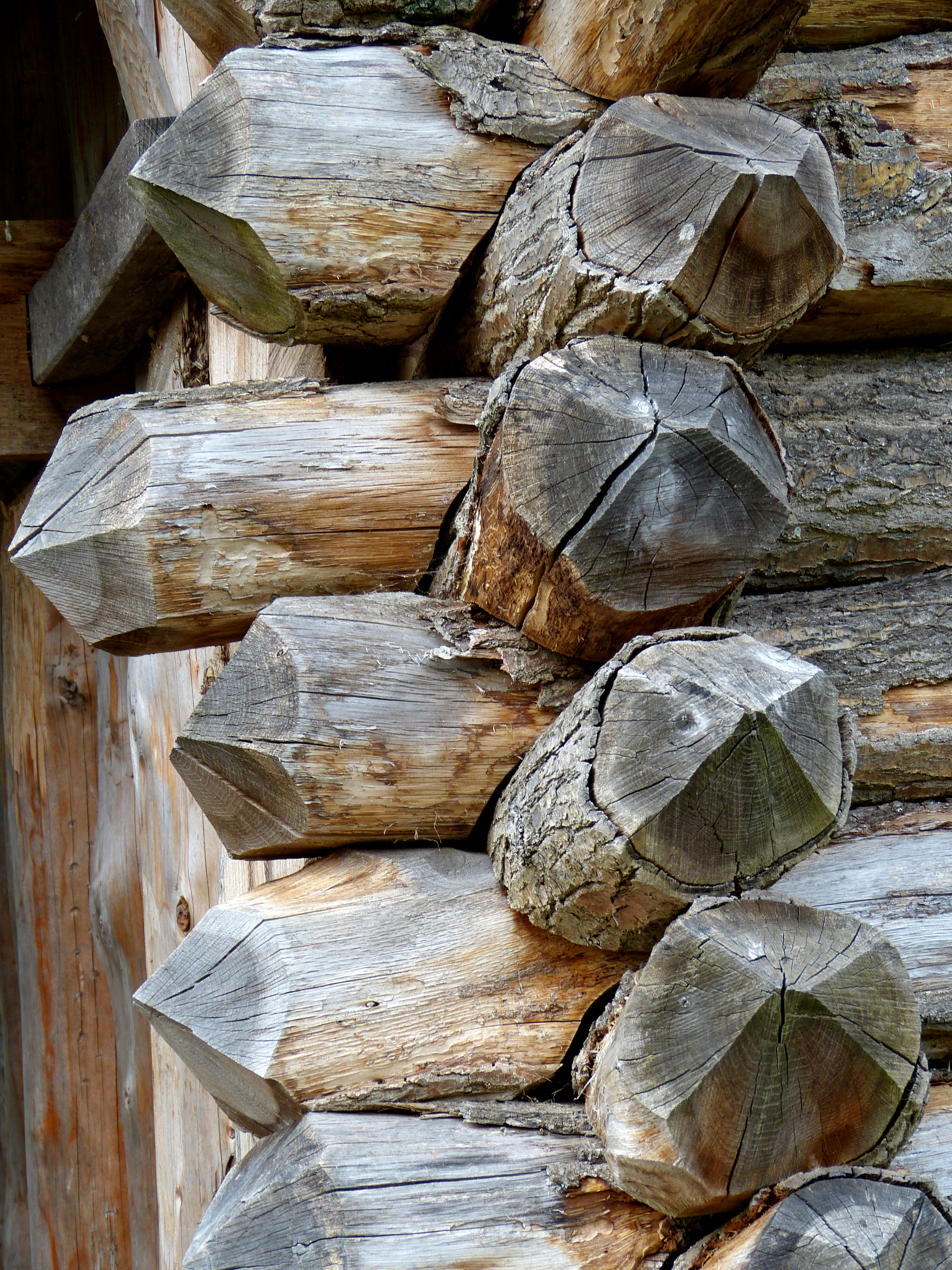
З'єднання «у чашку». Кінці колод обрубані сокирою
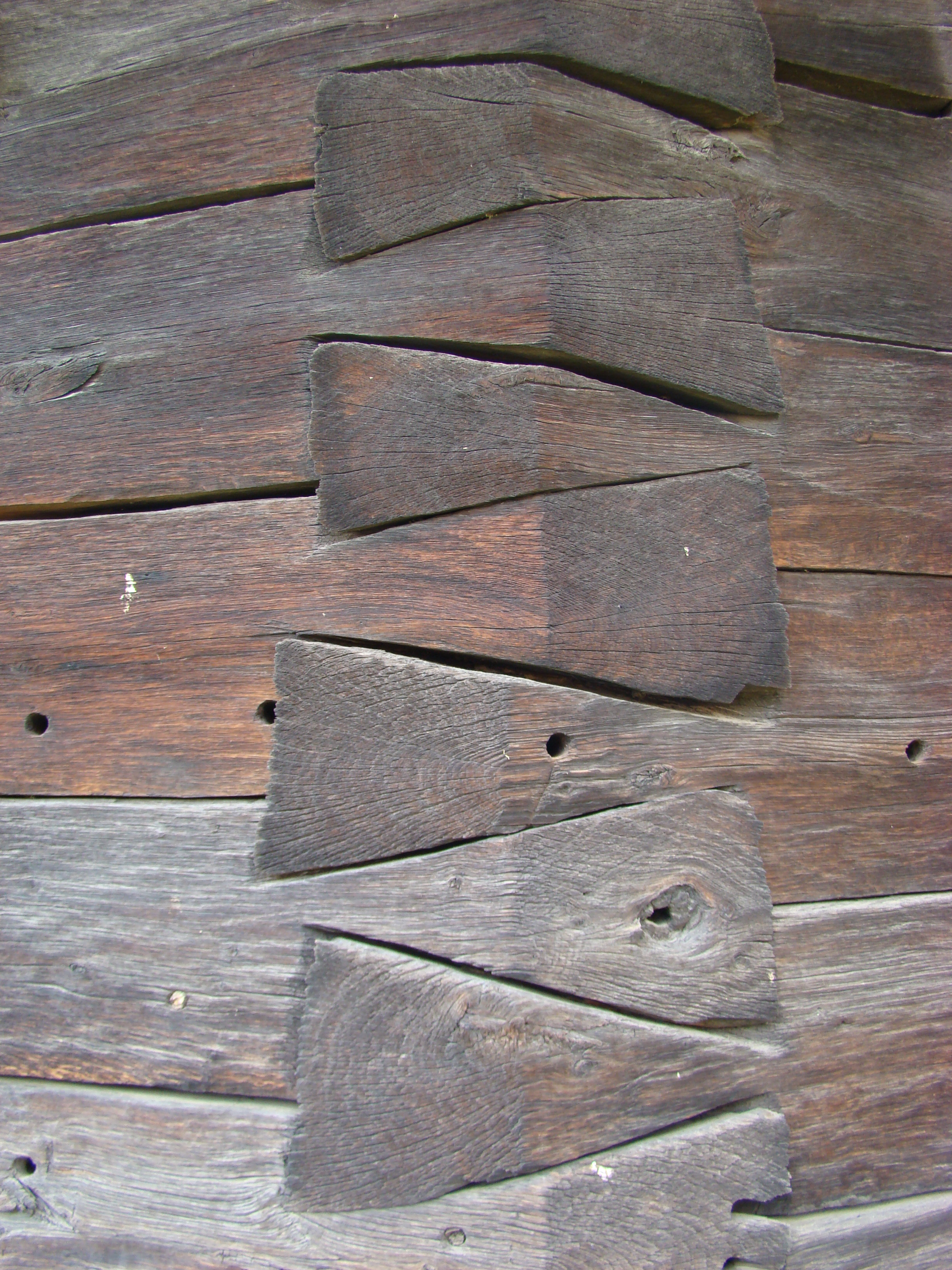
З'єднання квадратних брусів «ластівчин хвіст»
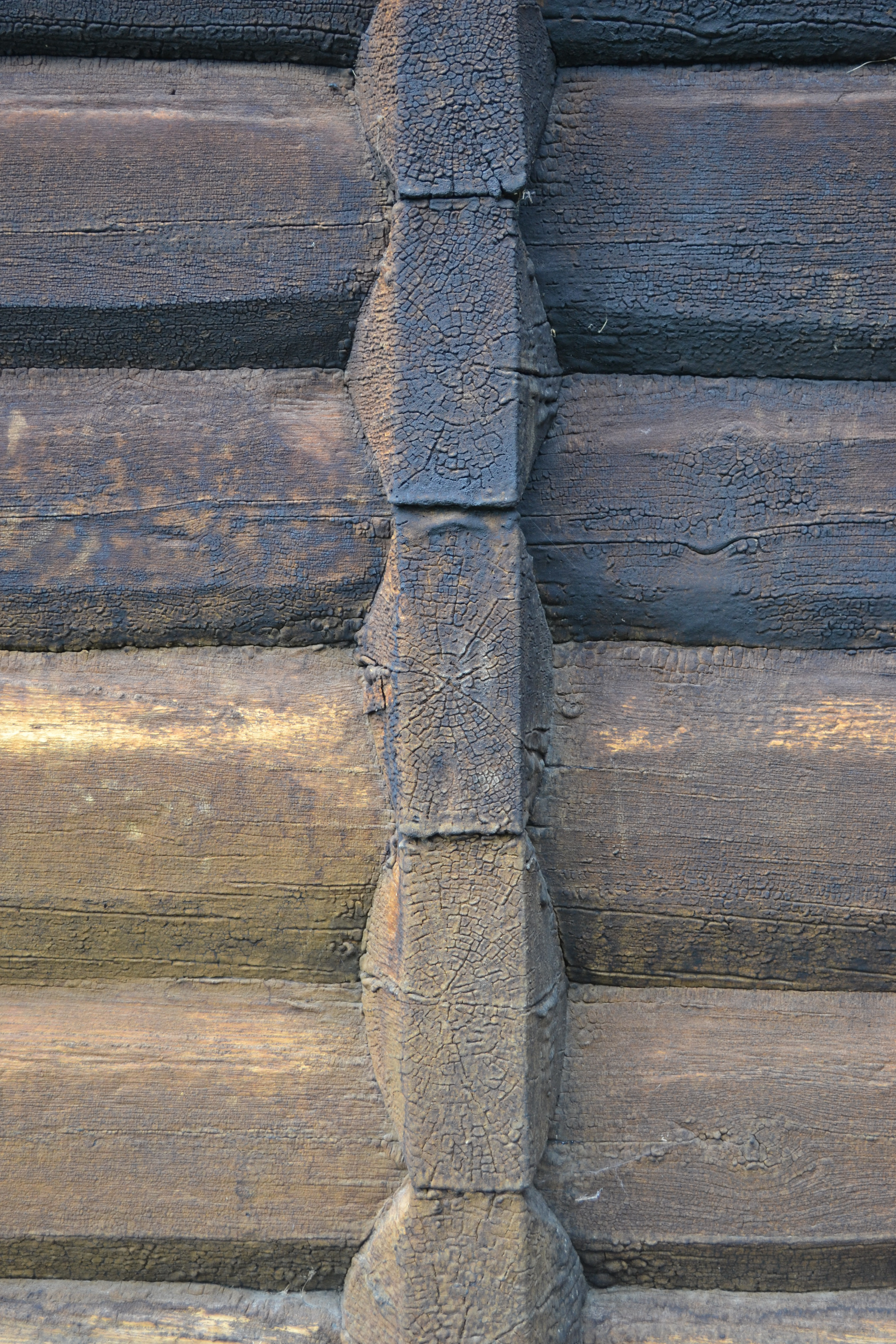
З'єднання квадратних брусів «у півдерева»